# Cimenga (Darma)
Cimenga is een bestuurslaag in het regentschap Kuningan van de provincie West-Java, Indonesië. Cimenga telt 2377 inwoners (volkstelling 2010).